# 约翰·克尔 (帆船运动员)
约翰·克尔（英語：John Kerr，1951年8月9日—），加拿大男子帆船运动员。他曾代表加拿大参加1984年夏季奥林匹克运动会帆船比赛，联同汉斯·福格和斯蒂芬·考尔德获得一枚铜牌。